# Apollo Global Management
Pour les articles homonymes, voir Apollo.
 (février 2025).
La mise en forme du texte ne suit pas les recommandations de Wikipédia : il faut le « wikifier ».
Les points d'amélioration suivants sont les cas les plus fréquents. Le détail des points à revoir est peut-être précisé sur la page de discussion.
- Les titres sont pré-formatés par le logiciel. Ils ne sont ni en capitales, ni en gras.
- Le texte ne doit pas être écrit en capitales (les noms de famille non plus), ni en gras, ni en italique, ni en « petit »…
- Le gras n'est utilisé que pour surligner le titre de l'article dans l'introduction, une seule fois.
- L'italique est rarement utilisé : mots en langue étrangère, titres d'œuvres, noms de bateaux, etc.
- Les citations ne sont pas en italique mais en corps de texte normal. Elles sont entourées par des guillemets français : « et ».
- Les listes à puces sont à éviter, des paragraphes rédigés étant largement préférés. Les tableaux sont à réserver à la présentation de données structurées (résultats, etc.).
- Les appels de note de bas de page (petits chiffres en exposant, introduits par l'outil «  Source ») sont à placer entre la fin de phrase et le point final[comme ça].
- Les liens internes (vers d'autres articles de Wikipédia) sont à choisir avec parcimonie. Créez des liens vers des articles approfondissant le sujet. Les termes génériques sans rapport avec le sujet sont à éviter, ainsi que les répétitions de liens vers un même terme.
- Les liens externes sont à placer uniquement dans une section « Liens externes », à la fin de l'article. Ces liens sont à choisir avec parcimonie suivant les règles définies. Si un lien sert de source à l'article, son insertion dans le texte est à faire par les notes de bas de page.
- La présentation des références doit suivre les conventions bibliographiques. Il est recommandé d'utiliser les modèles {{Ouvrage}}, {{Chapitre}}, {{Article}}, {{Lien web}} et/ou {{Bibliographie}}. Le mode d'édition visuel peut mettre en forme automatiquement les références.
- Insérer une infobox (cadre d'informations à droite) n'est pas obligatoire pour parachever la mise en page.

Pour une aide détaillée, merci de consulter Aide:Wikification.
Si vous pensez que ces points ont été résolus, vous pouvez retirer ce bandeau et améliorer la mise en forme d'un autre article.
Apollo Global Management est une société de gestion alternative américaine.
La société investit des fonds pour le compte de fonds de pension, de dotations financières et de fonds souverains, ainsi que d'autres investisseurs institutionnels et individuels.

## Histoire
Apollo a été fondée en 1990 par Leon Black, Josh Harris et Marc Rowan. Elle a son siège social dans le Solow Building au 9 West 57th Street (en) à New York et possède des bureaux en Amérique du Nord, en Europe et en Asie.
Parmi les sociétés dans lesquelles les fonds gérés par la société ont investi figurent ADT, CareerBuilder, Cox Media Group, Intrado, Rackspace, Redbox, Shutterfly, Sirius Satellite Radio, Smart & Final, University of Phoenix et Yahoo Inc.
En plus de ses fonds privés, Apollo exploite Apollo Investment Corporation (AIC), un fonds d'investissement privé à capital fixe coté en bourse (NASDAQ : AINV). Au 31 mars 2022 AIC disposait d'un portefeuille de 139 entreprises.
Au 31 mars 2022, la société avait 512 milliards de dollars d'actifs sous gestion.
En septembre 2024, Apollo annonce la levée d'un fonds de dette privée de $25 milliards en partenariat avec la banque américaine Citi et le fonds souverain Mubadala.

## Investissements
| Entreprise                      | Année | Description | Références |
| ------------------------------- | ----- | --- | ---------- |
| Hexion Specialty Chemicals      | 2005  | Hexion a été créé en 2005 avec la fusion de Borden Chemical, Resolution Performance Products LLC, Resolution Specialty Materials LLC et l'acquisition de Bakelite AG. | ,          |
| Berry Plastics                  | 2006  | En juin 2006, Apollo et Graham Partners acquièrent Berry Plastics Corporation, un fabricant de conteneurs en plastique pour 2,25 milliards de $ à Goldman Sachs Capital Partners et JPMorgan Partners.                                                                     | [ 6 ]      |
| Ceva Logistics                  | 2006  | En août 2006, TNT N.V. vend sa division logistique à Apollo pour 1,9 milliard de $ qui la renomme CEVA en novembre 2007. CEVA est par la suite acheté par CMA CGM en 2019                                                                                                  | [ 7 ]      |
| Harrah's Entertainment          | 2006  | Le 19 décembre 2006, Apollo et TPG Capital achètent la société d'hôtels-casino Harrah's Entertainment pour 27,4 milliards d'USD incluant la dette. La société a été rebaptisée Caesars Entertainment Corporation en 2010                                                   | [ 8 ]      |
| Jacuzzi Brands                  | 2006  | En octobre 2006, Apollo achète pour 990 millions d'USD par achat à effet de levier la société Jacuzzi Brands, le fabricant de bain tourbillon. | [ 9 ]      |
| Momentive Performance Materials | 2006  | En juin 2006, Apollo achète la filiale Advanced Materials (spécialisée dans les silicones et le quartz) de General Electric pour près de 3,8 milliards d'USD. | [ 10 ]     |
| Rexnord Corporation             | 2006  | En mai 2006, Apollo achète le fabricant de moteurs de précision Rexnord à The Carlyle Group pour 1,825 milliard d'USD. | ,          |
| Verso Paper                     | 2006  | En 2006, Apollo achète la filiale de fabrication de papier d'International Paper pour 1,4 milliard d'USD et la rebaptise Verso Paper | ,          |
| Claire's                        | 2007  | En mars 2007, Apollo annonce un achat à effet de levier de 3,1 milliards d'USD sur la chaîne de bijouterie Claire's Stores. | ,          |
| Countrywide plc                 | 2007  | En mai 2007, Apollo achète Countrywide plc, une société britannique d'immobilier résidentiel anciennement connu sous les noms Hambro Countrywide (1988) et Countrywide Assured Group (1998) pour 1,05 milliard d'USD .                                                     | [ 16 ]     |
| Noranda Aluminum                | 2007  | En avril 2007, Apollo achète la partie aluminium américaine de la compagnie minière Xstrata pour 1,15 milliard qui comprend une fonderie d'aluminium et trois laminoirs situés dans le Tennessee, en Caroline du Nord et dans l'Arkansas.                                  | [ 17 ]     |
| Oceania Cruises                 | 2007  | En février 2007, Apollo achète la compagnie de croisière de luxe Oceania Cruises | ,          |
| Norwegian Cruise Line           | 2008  | En janvier 2008, Apollo investit 1 milliard d'USD dans la compagnie de croisière Norwegian Cruise Line | [ 20 ]     |
| Regent Seven Seas Cruises       | 2008  | En février 2008, Apollo la compagnie de croisière de luxe Regent Seven Seas Cruises à Carlson Companies pour 1 milliard d'USD | [ 21 ]     |
| Alcan EP                        | 2011  | 51 % d'Alcan EP sont cédés à Apollo |            |
| Ascometal                       | 2011  | Apollo achète par LBO Ascometal alors que le sidérurgiste s'avère incapable de générer les profits nécessaires au remboursement. En 2014, une dette de 360 M€ ainsi qu’une baisse d’activité de son secteur automobile conduisent l’entreprise au redressement judiciaire. | [ 22 ]     |
| Endemol                         | 2012  | 23 mars 2012, la dette d'Endemol est convertie en une participation en actions par Apollo Global Management. Puis le 3 avril 2012, Mediaset vend sa part majoritaire à Apollo et à la société Cyrte                                                                        | ,          |
| Great Wolf Resorts              | 2012  | En mars 2012, Apollo annonce acquérir la chaîne d'hôtels et de parcs aquatiques pour 703 millions d'USD bien qu'elle n'affiche aucun profit depuis 2008 | [ 25 ]     |
| McGraw-Hill Education           | 2012  | Le 26 novembre 2012, McGraw-Hill vend sa division éducation à Apollo pour 2,5 milliards $. | [ 26 ]     |